# Fastlane (2015)
Fastlane — це супершоу від американського промоушену WWE, яке пройшло 22 січня 2015 року у Федекс Форум у Мемфіс, Тенесі, США..Це супершоу стало першим під назвою Fastlane і другим супершоу у 2015 році. Також це супершоу замінило супершоу Elimination Chamber.

## Створення
Fastlane є супершоу WWE у якому реслери у різних конфліктах між собою. Реслери уособлюють собою лиходіїв або героїв на рингу. Конфлікти проходять таким шляхом, що спочатку, на рядових епізодах, обстановка розжарюється, а вже на самих святах реслінгу той чи інший конфлікт як правило підходить до свого логічного завершення.
Квитки на це шоу надійшли в продаж на початку грудня 2014 року.

## Матчі
| №                                | Матч                                                                                       | Тип матча                                                       | Час   |
| -------------------------------- | ------------------------------------------------------------------------------------------ | --------------------------------------------------------------- | ----- |
| 1                                | Керівництво (Сет Роллінс, Кейн і Біг Шоу перемогли Дольфа Зігглера, Еріка Роуена і Райбека | Командний матч 3x3                                              | 13:01 |
| 2                                | Голдаст переміг Стардаста                                                                  | Матч один на один                                               | 08:55 |
| 3                                | Антоніо Сезаро і Тайсок Кідд перемогли Братів Усо (Джіммі і Джей) (с)                      | Матч за титул чемпіонів WWE у командних змаганнях               | 09:33 |
| 4                                | Ніккі Белла (с) (з Брі Белла) перемогла Пейдж                                              | Матч за титул чемпіонки дів WWE                                 | 05:34 |
| 5                                | Погані Новини Барретт (с) переміг Діна Емброуса по дискваліфікації                         | Матч за титул Інтерконтинентального чемпіона WWE                | 07:58 |
| 6                                | Русев (с) (з Ланою) переміг Джона Сіну                                                     | Матч за титул чемпіона США                                      | 18:42 |
| 7                                | Роман Рейнс переміг Денієла Браяна                                                         | Матч за претенденство № 1 на титул чемпіона WWE на Реслманії 31 | 20:10 |
| (c) — чемпіон на момент поєдинку |                                                                                            |                                                                 |       |